# Hudl

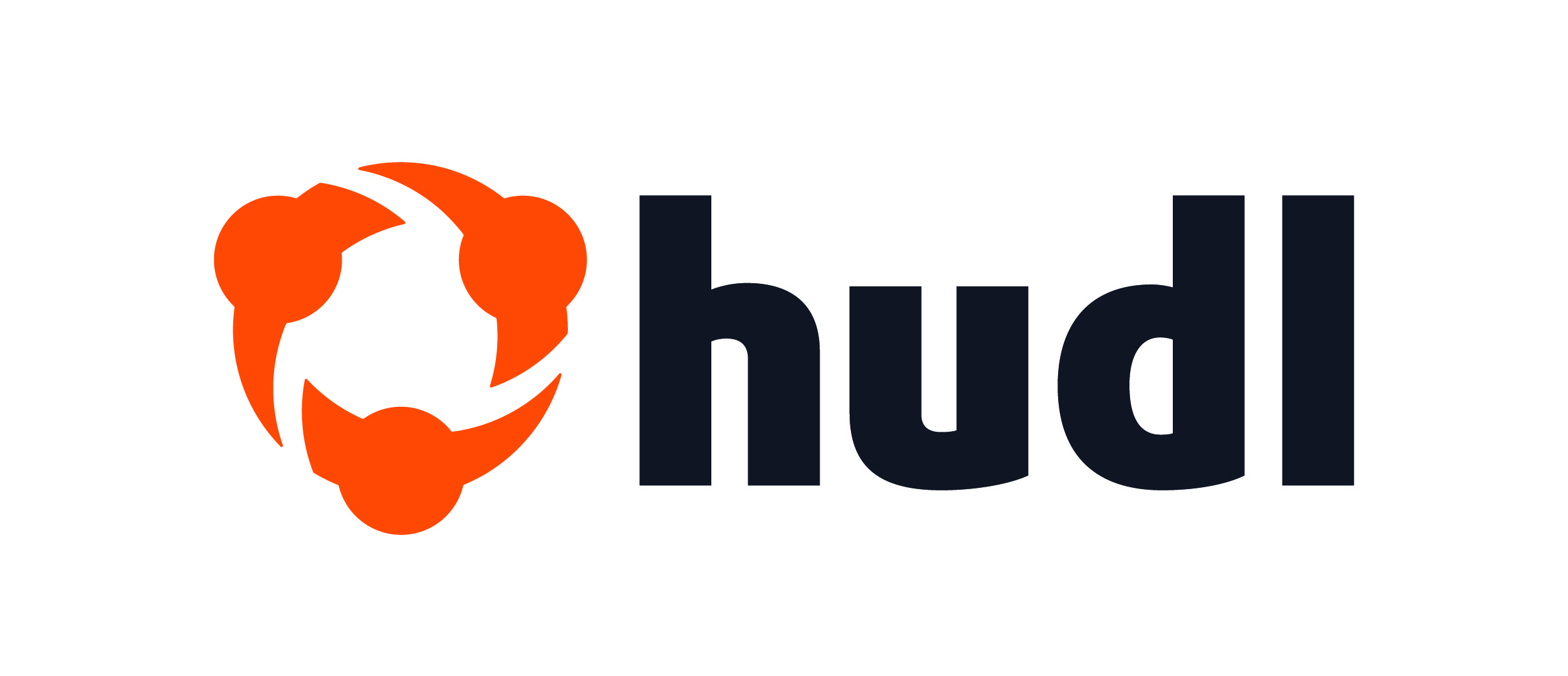

Hudl — це продукт і послуга Agile Sports Technologies, Inc. — компанії з Лінкольна, штат Небраска, яка надає інструменти для тренерів і спортсменів для перегляду відеоматеріалів і покращення командної гри. Його початкова лінійка продуктів обслуговувала команди коледжів та професійних команд з американського футболу; Сьогодні компанія надає відеопослуги молодіжним, аматорським та професійним командам з американського футболу, а також інших видів спорту, включаючи футбол, баскетбол, волейбол та лакрос.

## Заснування
Заснована в 2006 році, компанія базується в історичному районі Геймаркет Лінкольна. Спочатку компанія отримувала таланти з Університету Небраски-Лінкольна, включаючи школу Джеффрі С. Рейка; Сьогодні компанія має співробітників у ряді штатів Америки та за кордоном, а офіси розташовані в Лондоні та Сіднеї.

## Досягнення
У серпні 2013 року, згідно з журналом Inc. Magazine, Hudl була 149-тою приватною компанією у Сполучених Штатах та найшвидше зростаючою приватною компанією в Небрасці. У 2014 році Hudl знову стала найбільш швидкозростаючою приватною компанією в штаті Небраска. До 2015 року Hudl зріс до 230 співробітників у чотирьох офісах, оскільки він отримав свій перший раунд інституційного фінансування в квітні з 72,5 мільйонами доларів США від Accel Partners.
Hudl увійшов до списку найбільш інноваційних компаній Fast Company у 2016 році. У липні 2017 року Hudl оголосив про додатковий раунд фінансування на загальну суму 30 мільйонів доларів на чолі з існуючими інвесторами Accel Partners, Джеффом і Тріцією Рейкс і Nelnet. У травні 2020 року Hudl отримав фінансування від Bain Capital.

## Штаб-квартира
У квітні 2015 року Hudl оголосила про плани побудувати нову глобальну штаб-квартиру в історичному Хеймаркеті Лінкольна, де вона орендувала офісні приміщення невдовзі після свого заснування. Нова будівля, завершена в листопаді 2017 року, розташована поблизу арени Лінкольна і є однією з найбільших офісних будівель, побудованих у центрі Лінкольна з 2006 року.

## Придбання
Hudl придбав кількох своїх найбільших конкурентів, а також компанії, які пропонують додаткові послуги до його пропозицій спортивних відео для середньої школи. У липні 2011 року Hudl придбала Digital Sports Video (DSV), яка на той час була основним конкурентом компанії. Через рік, у червні 2012 року, Hudl знову придбав свого наступного найбільшого конкурента APEX Sports Software з Лоуер-Бервелла, штат Пенсільванія.
У 2014 році Hudl вийшов на міжнародний футбольний ринок, придбавши Replay Analysis, одночасно взяв на себе зобов’язання відкрити офіс у Лондоні, де базувався Replay Analysis. Незабаром після цього, у вересні 2014 року, Hudl придбала Ubersense з Бостона, штат Массачусетс, яка спеціалізується на уповільненій зйомці продуктивності для спортсменів від рекреаційного до олімпійського та професійного рівня.
Менш ніж через рік, влітку 2015 року, Hudl придбав Sportstech, австралійську компанію з аналізу спортивних результатів, яка обслуговувала елітні професійні команди по всьому світу. Після придбання Hudl перемістив існуючий офіс Sportstec Warriewood в центральний діловий район Сіднея.
Наприкінці 2017 року Hudl придбала VolleyMetrics [Архівовано 22 грудня 2021 у Wayback Machine.], лідера в галузі аналітики та обміну відео з волейболу з Прово, штат Юта.
У травні 2019 року Hudl придбала одного зі своїх найбільших конкурентів – Krossover. 
19 серпня 2019 року Hudl придбав Wyscout.